# ルイ＝ジャンテ医学賞
ルイ＝ジャンテ医学賞（Louis-Jeantet Prize for Medicine）はスイスの医学の賞。
フランス人実業家ルイ・ジャンテが1982年にジュネーヴで設立したルイ＝ジャンテ財団（Louis-Jeantet Foundation）によって、1986年以来授与されている。対象は生物学及び医学研究の分野で卓越した業績を挙げた欧州評議会加盟国の研究者で、研究領域は生理学、生物物理学、構造生物学、生化学、細胞生物学、分子生物学、発生生物学、遺伝学にわたる。
賞金は140万スイスフラン。

## 受賞者
- 1986年: リュック・モンタニエ, Michael Berridge, Désiré Collen
- 1987年: シドニー・ブレナー, ヴァルター・ゲーリング, Dominique Stehelin
- 1988年: ロルフ・ツィンカーナーゲル, John Skehel, ベルト・ザクマン
- 1989年: Roberto Poljak, Walter Schaffner, グレゴリー・ウィンター
- 1990年: Nicole Le Douarin, Harald von Boehmer, Gottfried Schatz
- 1991年: ピエール・シャンボン, Frank Grosveld, Hugh Pelham
- 1992年: ポール・ナース, クリスティアーネ・ニュスライン＝フォルハルト, Alain Townsend
- 1993年: ジャン＝ピエール・シャンジュー, リチャード・ヘンダーソン, クルト・ヴュートリッヒ
- 1994年: Thierry Boon, Jan Holmgren, フィリップ・サンソネッティ
- 1995年: Dirk Bootsma, Jan Hoeijmakers, Peter Goodfellow, Robin Lovell-Badge, Peter Gruss
- 1996年: Björn Dahlbäck, Ulrich K. Laemmli, Nigel Unwin
- 1997年: Philip Cohen, Kim Nasmyth, リチャード・ピート
- 1998年: Denis Duboule, Walter Keller, Ronald Laskey
- 1999年: エイドリアン・バード, Herbert Jäckle, Jean-Louis Mandel
- 2000年: Konrad Basler, Thomas J. Jentsch, Ueli Schibler
- 2001年: アラン・フィッシャー, Iain W. Mattaj, Alfred Wittinghofer
- 2002年: Timothy J. Richmond, Richard Treisman, Karl Tryggvason
- 2003年: Wolfgang Baumeister, Riitta Hari, Nikos K. Logothetis
- 2004年: ハンス・クレヴァース, アレック・ジェフリーズ
- 2005年: Alan Hall, スバンテ・ペーボ
- 2006年: Kari Alitalo, Christine Petit
- 2007年: ヴェンカトラマン・ラマクリシュナン, Stephen C. West
- 2008年: パスカル・コサール, Jurg Tschopp
- 2009年: マイケル・ホール, ピーター・ラトクリフ
- 2010年: Michel Haïssaguerre, Austin Smith
- 2011年: Stefan Jentsch, エドバルド・モーセル, マイブリット・モーセル
- 2012年: Matthias Mann, Fiona Powrie
- 2013年: Michael Stratton, ペーター・ヘーゲマン, Georg Nagel
- 2014年: Elena Conti, Denis Le Bihan
- 2015年: エマニュエル・シャルパンティエ, Aurélie Coulon
- 2016年: Andrea Ballabio, John F. X. Diffley
- 2017年: Silvia Arber, Caetano Reis e Sousa
- 2018年: Christer Betsholtz, Antonio Lanzavecchia
- 2019年: Luigi Naldini, ボトンド・ロシュカ
- 2020年: Erin Schuman, Michele De Luca, Graziella Pellegrini
- 2021年: Patrick Cramer, Jérôme Galon, Ton Schumacher
- 2022年: キャロル・ロビンソン, ウール・シャヒン, オズレム・テュレジ, カリコー・カタリン
- 2023年: Dario Alessi, Ivan Đikić, Brenda Schulman
- 2024年: Dirk Görlich, Charles Swanton
- 2025年: Veit Hornung, Gilles Laurent

## 参照
- The Louis-Jeantet Prize